# 郭権
郭 権（かく けん、? - 333年）は、五胡十六国時代後趙の人物。匈奴烏譚種の出身。十六国春秋には郭機とも記載される。

## 生涯
時期は不明だが後趙に帰順し、将軍に任じられた。
この時、石虎は郭権へ「卿がもし我を捕らえたならば、殺さなかったかね」と問うた所、郭権は「もしそうすればすぐに至尊の地位をえられます。必ずや悩むことなく殺すでしょう」と答えた。これに石虎は「卿こそ健将であるな」と喜び、参軍に任じて共に事業について論じ合った。
後に、関中を鎮守する河東王石生の傘下となった。
333年7月、後趙皇帝石勒が崩御すると、皇太子石弘が後を継いだが、丞相となった石虎は朝政を専断し、要職にはみな自らの側近を起用した。10月、石生は石虎討伐の兵を挙げ、秦州刺史を自称すると、東晋に使者を派遣して帰順を請うた。石虎は石生討伐の為に自ら歩兵騎兵7万を率いて出撃すると、長安へ進んだ。郭権は石生により迎撃を命じられ、鮮卑の渉璝部の兵2万を率いて前鋒となり、石虎を迎え撃った。石生自らも大軍を統率して後続し、蒲坂まで進んだ。郭権は潼関において前鋒大都督石挺の軍と激突すると、大勝を挙げて石挺・丞相左長史劉隗らを尽く討ち取った。屍は三百里余りに渡って連なったという。これにより、石虎は澠池まで軍を退いたが、郭権配下の鮮卑は密かに石虎と通じており、突如として反旗を翻すと、後詰の石生軍を攻撃した。この時、石生は蒲坂に軍を留めており、石挺が敗れて戦死した事を知らなかったので、鮮卑の反乱に恐れ慄いて単騎で長安へ逃走した。さらに石生は長安からも撤退して鶏頭山へと潜伏し、将軍蒋英に長安防衛を命じた。郭権は離散した兵3千を再び集めると、越騎校尉石広と渭汭において対峙した。石虎は石生が逃亡したと知ると、軍を進めて長安へ侵攻してこれを陥落させた。石生もまた部下の反乱に遭って石生を殺害された。郭権は恐れて隴西へと逃亡した。
12月、郭権は上邽に拠ると、東晋へ使者を派遣して帰順を請うた。京兆・新平・扶風・馮翊・北地はみなこれに呼応した。
334年1月、東晋より詔が下り、郭権は鎮西将軍・雍州刺史に任じられた。鎮西将軍石広は郭権討伐に向かったが、これを返り討ちにした。
3月、石虎は将軍郭敖・章武王石斌に歩兵騎兵4万を与え、郭権討伐を命じた。郭敖らは出撃すると華陰まで進んだ。4月、郭権は上邽の豪族により殺害された。